# Golyóálló mellény

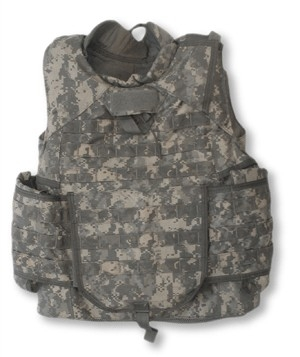
Az amerikai hadsereg katonái által használt terepmintás taktikai mellény

A golyóálló mellény egyfajta hadászati mellény, amelynek célja, hogy elnyelje, illetve csökkentse a lőfegyverek lövedékeinek illetve a robbanószerek repeszeinek a viselőjére gyakorolt sebző hatását a torzó környékén, elsősorban a szívet és a tüdőt érő, gyakran halálos behatásokat megakadályozva. Nevével ellentétben nem állítja meg teljesen a lövedéket (azaz nem „pattan le” róla a lövés), hanem a becsapódás hatását minimalizálja. Létezik „puha” illetve kerámiával, fémlapokkal (pl. acéllal, titánnal) vagy aramiddal megerősített változata is. A „puha” mellényeket számos egymás fölé szőtt, rétegelt rostszövetből készítik, amely így kisebb lőfegyverek lövedékeit és repeszeket is képes megállítani. Ezeket a mellényeket főleg hétköznapi rendőri egységek, biztonsági őrök, testőrök illetve védelemre szoruló civilek (például magas rangú vezetők, politikusok vagy éppen kormánytanúk) viselik. A megerősített mellények esetében a mellény szövetrétegei közé olyan anyagból készült lemezeket varrnak, amelyek megakadályozzák a pisztolyokból és sörétes puskákból származó lövedékek, gránátrepeszek vagy akár szúrófegyverek (kések, tőrök, bicskák) áthatolását, ezáltal kiemelt védelmet nyújtva viselőjének a torzó tájékán. A megerősített mellényeket a hadseregek katonái, a rendőrségi különleges és taktikai erők (terrorelhárítók, rajtaütő egységek) valamint túsztárgyalók, túszmentők használják, kifejezetten szúrófegyverek elleni mellényeket pedig rendőrök és börtönőrök viselnek. A golyóálló mellényt sok esetben együtt alkalmazzák egyéb védelmi felszerelésekkel, mint például a golyóálló sisak.

## Fordítás
- Ez a szócikk részben vagy egészben  a   Bulletproof vest című angol Wikipédia-szócikk fordításán alapul.  Az eredeti cikk szerkesztőit annak laptörténete sorolja fel. Ez a jelzés csupán a megfogalmazás eredetét és a szerzői jogokat jelzi, nem szolgál a cikkben szereplő információk forrásmegjelöléseként.